# Моро де Мелен, Эжен
Эжен Моро де Мелен (фр. Eugène Moreau de Melen; 6 августа 1912, Форе/Ворст — неизвестно) — бельгийский хоккеист на траве, нападающий. Участник летних Олимпийских игр 1936 года.

## Биография
Эжен Моро де Мелен родился 6 августа 1912 года в бельгийской коммуне Форе.
Играл в хоккей на траве за «Роял Леопольд» из Брюсселя.
В 1936 году вошёл в состав сборной Бельгии по хоккею на траве на летних Олимпийских играх в Берлине, поделившей 10-11-е места. Играл на позиции нападающего, провёл 3 матча, забил 1 мяч в ворота сборной Афганистана.
О дальнейшей жизни данных нет.